# Mychajlivka (Alčevský rajón)
Mychajlivka (ukrajinsky Михайлівка; rusky Михайловка – Michajlovka) je sídlo městského typu v Luhanské oblasti na Ukrajině. Leží na řece Bile (přítok Luhaně) severovýchodně od Alčevska na trase dálnice M-04 a v roce 2011 v něm žilo bezmála tři tisíce obyvatel.

## Dějiny
První zmínka o Mychajlivce je z roku 1787.
Sídlem městského typu je Mychajlivka od roku 1938.

### Rodáci
- Natalja Poklonská (* 1980) – ukrajinská právnička, vrchní státní zástupkyně republiky Krym